# Sebastian Świderski

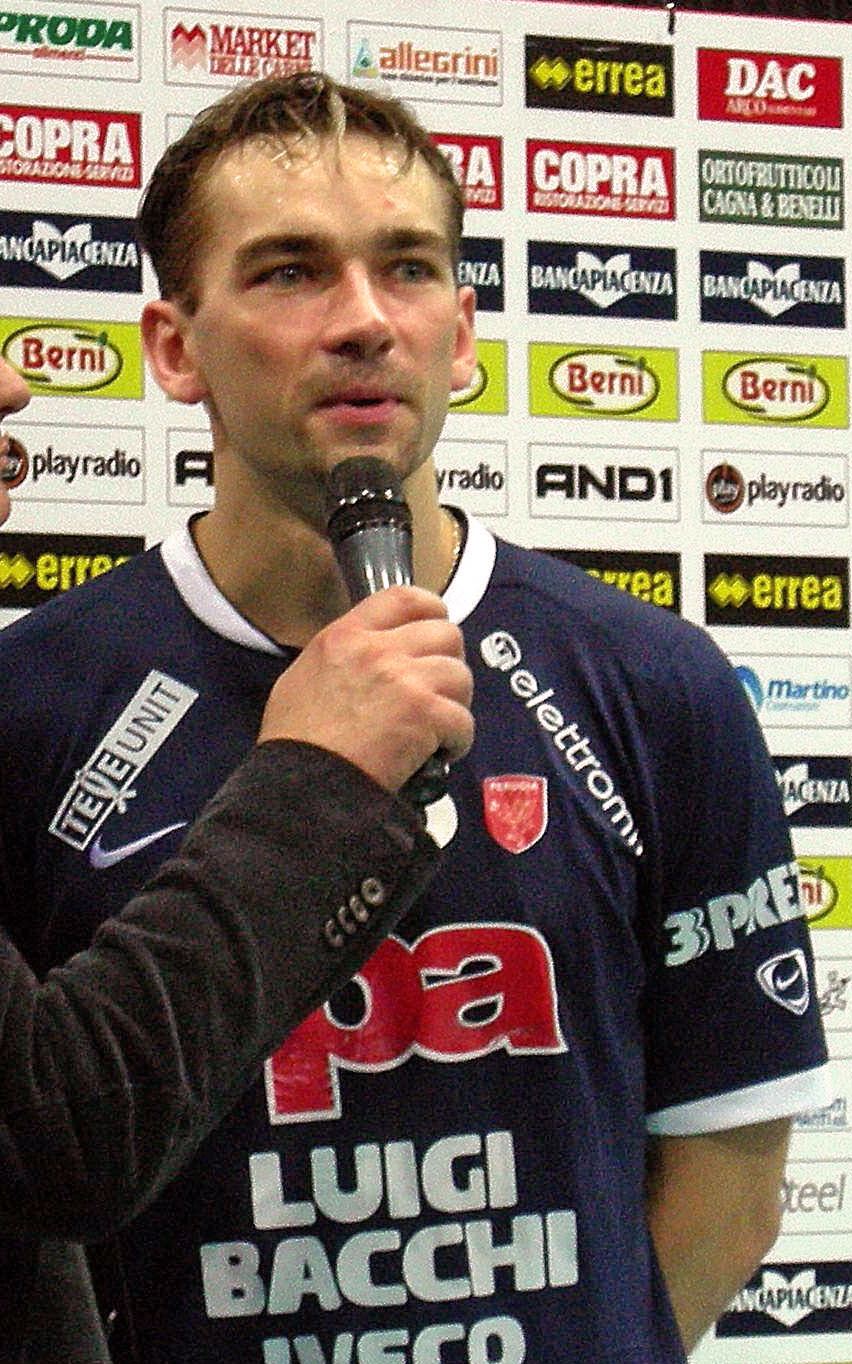
Sebastian Świderski zawodnikiem RPA-LuigiBacchi.it Perugia w sezonie 2006/2007

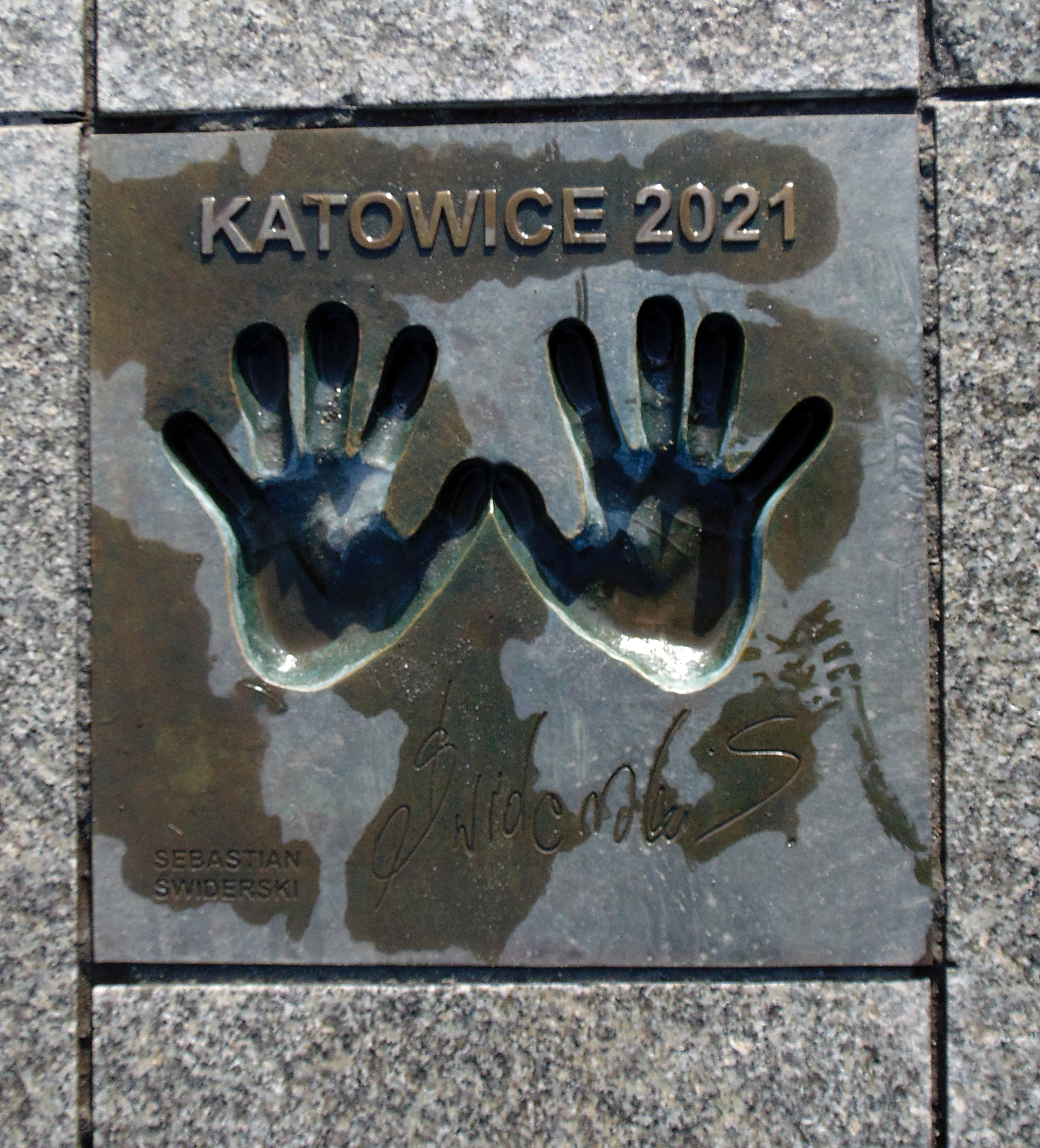
Sebastian Świderski w Alei Gwiazd Siatkówki w Katowicach

Sebastian Krzysztof Świderski (ur. 26 czerwca 1977 w Skwierzynie) – polski siatkarz, trener, w latach 1996–2011 reprezentant kraju (322-krotny) – grający na pozycji przyjmującego, prezes zarządu ZAKSA Kędzierzyn-Koźle, od 2021 prezes Polskiego Związku Piłki Siatkowej. Honorowy Obywatel Miasta Gorzowa Wielkopolskiego.

## Kariera
Srebrny medalista mistrzostw świata 2006, dwukrotny uczestnik igrzysk olimpijskich (Ateny 2004 i Pekin 2008), na których wraz z reprezentacją zajął dwa razy 5. miejsce. W 2009 roku, w trakcie sparingu z Bułgarią przed mistrzostwami Europy doznał groźnej kontuzji (zerwał ścięgno Achillesa), która wyeliminowała go na długie miesiące. W listopadzie 2010 roku doznał poważnej kontuzji w wyjazdowym meczu ligowym ZAKSY z Asseco Resovią Rzeszów, gdzie skręcił kolano i zerwał mięsień czworogłowy uda. W kolejnym sezonie wrócił do Polski, do ZAKSY, gdzie grał aż do zakończenia kariery 12 marca 2012 roku.
12 marca 2012 roku na oficjalnej stronie ZAKSY ukazał się komunikat o rozwiązaniu kontraktu siatkarza z klubem z Kędzierzyna-Koźla. Decyzja ta jest jednoznaczna z zakończeniem kariery zawodniczej. Tego samego dnia został trenerem Farta Kielce zastępując na tym stanowisku Grzegorza Wagnera. W sezonie 2012/13 był asystentem trenera Daniela Castellaniego w ZAKSIE Kędzierzyn-Koźle. Po odejściu Argentyńczyka Świderski w latach 2013–2015 sprawował funkcję I trenera. W tym okresie z klubem zdobył Puchar Polski 2014. Po zakończeniu pracy jako trener pozostał w klubie jako dyrektor sportowy. W dniu 13 października 2015 roku został powołany na stanowisko prezesa zarządu ZAKSA Kędzierzyn-Koźle. Od 27 września 2021 prezes PZPS.

## Życie prywatne
Syn Jadwigi i Jana. Żonaty z Olgą Wierzbicką (obecnie Świderską), ma dwoje dzieci – Tomasza i Maję. Swoją przyszłą żonę poznał w Gorzowie Wielkopolskim, gdzie ona grała w koszykówkę w klubie w tym samym mieście. Jego syn Tomasz jest uczniem i graczem Uniwersytetu Jamestown (Dakota Północna), gdzie występuje na pozycji atakującego. W 2015 roku przechodził zawał żylny płuc, najpierw poczuł ból w łydce, potem nad kolanem, gdzie następnie przeniósł się do biodra. Powodem było oderwanie się dosyć dużego skrzepu, który wędrował do płuc.

## Sukcesy reprezentacyjne
- 1996 –  Mistrzostwo Europy juniorów
- 1997 –  Mistrzostwo świata juniorów
- 2004 – ćwierćfinał igrzysk olimpijskich
- 2005 – 4. miejsce w Lidze Światowej
- 2006 –  Wicemistrzostwo świata
- 2007 – 4. miejsce w Lidze Światowej
- 2008 – ćwierćfinał igrzysk olimpijskich

## Sukcesy klubowe
- 1997 –  Puchar Polski ze Stilonem Gorzów Wielkopolski
- 1999 –  Brązowy medal mistrzostw Polski ze Stilonem Gorzów Wielkopolski
- 2000 –  Wicemistrzostwo Polski ze Stilonem Gorzów Wielkopolski
- 2001 –  Puchar Polski z Mostostalem Kędzierzyn-Koźle
- 2001 –  Mistrzostwo Polski z Mostostalem Kędzierzyn-Koźle
- 2002 –  Puchar Polski z Mostostalem Kędzierzyn-Koźle
- 2002 –  Mistrzostwo Polski z Mostostalem Kędzierzyn-Koźle
- 2003 –  Mistrzostwo Polski z Mostostalem Kędzierzyn-Koźle
- 2003 –  3. miejsce w Lidze Mistrzów z Mostostalem Kędzierzyn-Koźle
- 2005 –  Wicemistrzostwo Włoch z Perugia Volley
- 2008 –  Puchar Włoch z Lube Banca Macerata
- 2008 –  Superpuchar Włoch z Lube Banca Macerata
- 2009 –  Puchar Włoch z Lube Banca Macerata
- 2009 – 4. miejsce w Lidze Mistrzów z Lube Banca Macerata
- 2009 –  Brązowy medal mistrzostw Włoch z Lube Banca Macerata
- 2011 –  Srebrny medal w Pucharze CEV z ZAKSA Kędzierzyn-Koźle
- 2011 –  Wicemistrzostwo Polski z ZAKSA Kędzierzyn-Koźle
- 2013 –  Puchar Polski z ZAKSA Kędzierzyn-Koźle
- 2013 – 4. miejsce w Lidze Mistrzów z ZAKSA Kędzierzyn-Koźle
- 2013 –  Wicemistrzostwo Polski z ZAKSA Kędzierzyn-Koźle
- 2014 –  Puchar Polski z ZAKSA Kędzierzyn-Koźle

## Nagrody indywidualne
- 2000 – Najlepszy siatkarz Polskiej Ligi
- 2003 – MVP Final Four Ligi Mistrzów
- 2003 – Najlepszy atakujący Final Four Ligi Mistrzów
- 2005 – Najlepszy siatkarz rundy zasadniczej w lidze włoskiej
- 2005 – MVP Pucharu „Trofeo TIM” we Włoszech
- 2005 – Najlepszy atakujący fazy grupowej mistrzostw Europy we Włoszech
- 2006 – MVP IV Memoriału im. Huberta Jerzego Wagnera
- 2006 – Najlepszy atakujący fazy grupowej w Lidze Światowej
- 2006 – 3. miejsce w klasyfikacji najlepiej atakujących mistrzostw świata w Japonii
- 2006 – 3. miejsce w plebiscycie Przeglądu Sportowego na „10” najlepszych sportowców Polski
- 2008 – Najlepszy atakujący igrzysk olimpijskich w Pekinie

## Odznaczenia
- Złoty Krzyż Zasługi – 2006[10]
- Odznaka Honorowa za Zasługi dla Województwa Lubuskiego – 2012[11][12]

## Statystyki zawodnika
| Impreza                                   | Punkty z ataku | Punkty z bloku | Asy serwisowe | Suma |
| Liga Światowa 2002                        | 104            | 13             | 8             | 125  |
| Mistrzostwa Świata 2002                   | 45             | 6              | 1             | 52   |
| Liga Światowa 2004                        | 88             | 11             | 6             | 105  |
| Igrzyska Olimpijskie 2004                 | 36             | 4              | 2             | 42   |
| Liga Światowa 2005                        | 46             | 4              | 4             | 54   |
| Kwalifikacje do Mistrzostw Świata 2006    | 20             | 4              | 1             | 25   |
| Liga Światowa 2006                        | 172            | 12             | 8             | 192  |
| Mistrzostwa Świata 2006                   | 106            | 9              | 5             | 120  |
| Liga Światowa 2007                        | 95             | 14             | 5             | 114  |
| Kwalifikacje do Igrzysk Olimpijskich 2008 | 27             | 2              | 5             | 34   |
| Liga Światowa 2008                        | 76             | 10             | 1             | 87   |
| Igrzyska Olimpijskie 2008                 | 56             | 5              |               | 61   |